# 陳梓維
陳梓維（英語：Chan Tsz-wai，1992年10月30日—），香港民主派政治人物，香港油尖旺區佐敦南前區議員。
陳氏於2019年區議會選舉時加入選舉聯盟民主動力，以「政治素人」身份參政，最終擊敗民建聯成員、時任油尖旺區議會主席葉傲冬當選。

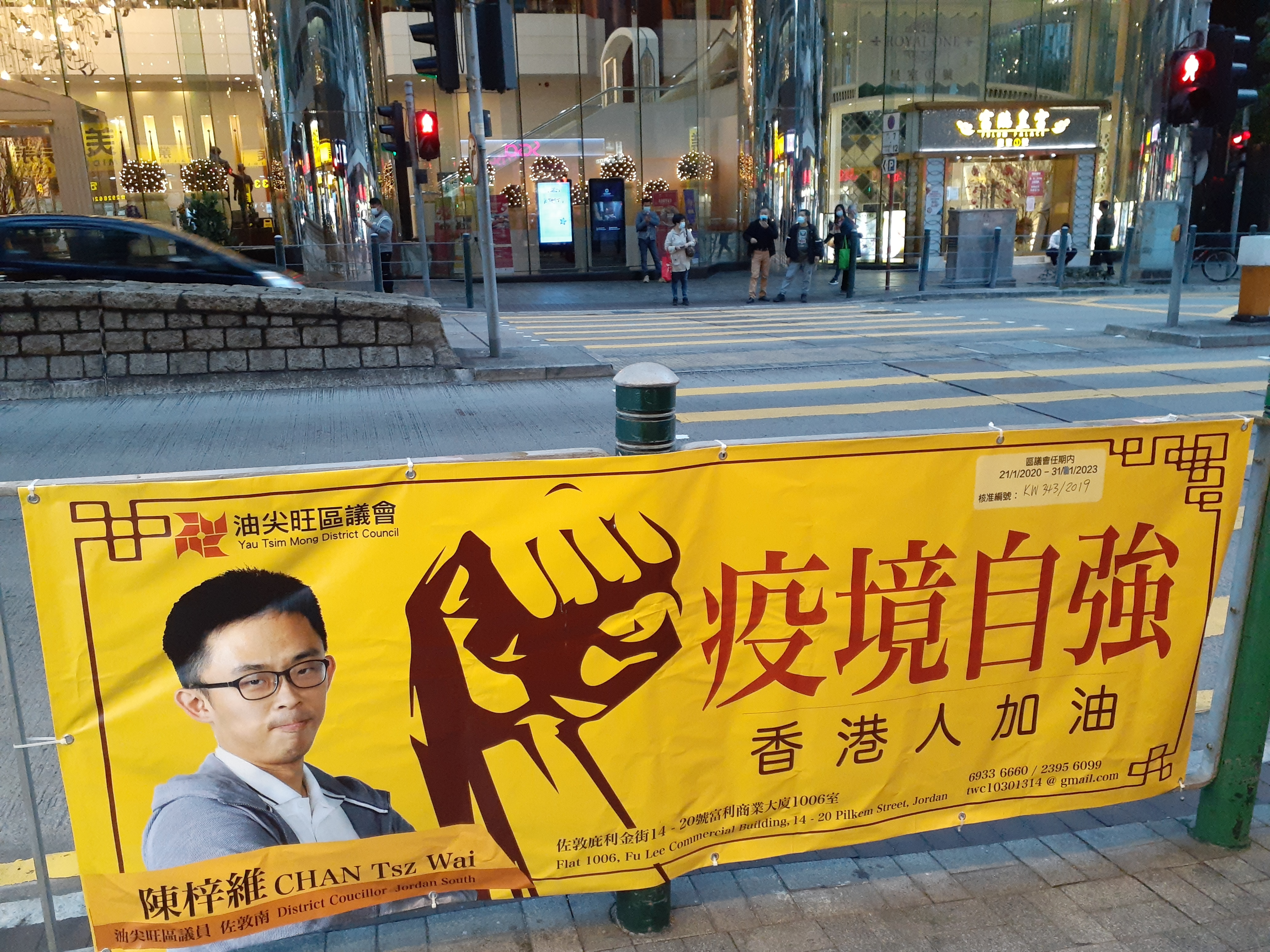

## 簡介
陳梓維於1992年在廣東深圳出生，4歲時到香港就讀幼稚園，當時與父親同住青衣長青邨。9歲時，他隨媽媽搬回大陸居住，並成為跨境學童，後來又搬回青衣。他在2010年香港中學會考中只得零分，之後曾就讀毅進計劃，但最終不合格。他在此之後，曾就讀旅遊和商業課程，並曾做過便利店店員、港鐵維修部技工及社福機構活動助理。在當選區議員之前，他為一電梯維修學徒，並在修讀職業訓練局的機電工程文憑課程。

## 參與2019年香港區議會選舉
他在參選區議會選舉之前在佐敦西居住，選前曾就地區議題及逃犯條例爭議向當區議員葉傲冬討教，結果換來一句「跟政黨意思去做」。陳直指對方囂張、過火態度刺激其參選，並於機緣巧合之下獲得參選機會。
選舉期間，其手寫政綱備受關注。親建制派的撐警群組及一些中國大陸網站，在其當選之後称其疑為弱智人士，陳梓維其後對此作出澄清並完全否定相關指控。
陳梓維最後獲得1516票，擊敗尋求連任的民建聯區議員葉傲冬。

## 議會生涯
和香港不少政治人物一樣，陳梓維亦有關注逃犯條例爭議。於2019年12月24日香港警民衝突期間，他得知海港城內有衝突發生，便趕到海港城現場，期後被警員要求「控制、處理現場環境」。陳梓維表示，警員當時的一番說話「即時引起全場哄動」。及後又被一名警員揶揄「會考零分都做到區議員嗰個人」，但該警員卻將陳梓維名字中的「梓」誤讀為「辛」。
2019年12月，陳梓維在臉書專頁出帖聘請議員助理，要求應徵者提供中文及英文履歷，並會優先聘請殘疾人士，提供公平就業機會。陳梓維聘請助理期間接受《有線新聞》訪問，表示偏好無學歷的人，因為擔心學歷比自己高的人會自我為中心，並希望應徵者的履歷是以中文而非英文書寫，報導中沒有提及，該名應徵者未有符合招聘廣告中，提供中英文履歷的要求。他後來澄清指，不是指較自己高學歷的應徵者會自我中心，而是想對應徵者的學歷「有所準備」。最終他聘請的三個助理學歷都比他高，其中一個還有兩個碩士學位，也有助理懂得烏爾都語。
2021年1月14日，陳梓維凌晨於社交網發帖，指收到一宗居民投訴，但由於管理處拒絕通知法團，自己又沒有該法團的聯絡電話，採用了一種「非常手段」，通知前競選對手、民建聯葉傲冬，引起泛民主派及建制派人士批評，亦引發網上熱議。

## 外部連結
- 陳梓維的Facebook專頁

| 議會席位      | 議會席位                                  | 議會席位    |
| ------------- | ----------------------------------------- | ----------- |
| 前任： 葉傲冬 | 油尖旺區議會議員 佐敦南選區 2020年-2021年 | 繼任： 懸空 |